# Saint-André-de-Kamouraska
Pour les articles homonymes, voir Saint-André.
Saint-André-de-Kamouraska est une municipalité dans la municipalité régionale de comté de Kamouraska au Québec (Canada), située dans la région administrative du Bas-Saint-Laurent.

## Histoire
Située à la hauteur des Pèlerins, un groupe d'îles du fleuve Saint-Laurent, à environ 3 km au large, la paroisse de Saint-André de L'Islet-du-Portage fut érigée canoniquement dès 1791. Comme ailleurs au Canada Français de l'époque, la création de la paroisse catholique fait aussi office de reconnaissance civile pour le territoire.

### Origine du nom
Lors de sa fondation, la paroisse sera placée sous le patronage de Saint André apôtre. Ce choix, approuvé par Jean-François Hubert, évêque de Québec de 1788 à 1797 sera fait pour honorer le seigneur de l'Islet-du-Portage, Malcolm Fraser, d'origine écossaise.

### Création de la municipalité et partitions
C'est via l’Acte des municipalités et des chemins du Bas-Canada de 1855 que sera créée la municipalité de la paroisse de Saint-André. La municipalité sera subdivisée plusieurs fois lors de la création des municipalités de Saint-Alexandre-de-Kamouraska, Saint-Germain-de-Kamouraska, Sainte-Hélène-de-Kamouraska et Saint-Joseph-de-Kamouraska (1922). Pour l'anecdote : à l'occasion de sa fondation, la municipalité de Saint-Joseph recevra en don un vieux corbillard de la part des conseillers municipaux de Saint-André.
De plus, le village sera scindé de la municipalité le 29 mai 1903 à la suite de la fondation de la municipalité d'Andréville. Cette partition sera motivée principalement par des querelles entourant l'entretien des routes, la construction de trottoirs et la prohibition des boissons alcoolisées. Ces deux municipalités fusionneront en 1987 pour former la municipalité de Saint-André.
En 2020, la municipalité de Saint-André change de nom, et devient Saint-André-de-Kamouraska.

## Géographie
La rivière Fouquette traverse le sud-est de la municipalité et coule vers le nord-est puis vers le nord-ouest jusqu'à son embouchure sur l'estuaire maritime du Saint-Laurent.
La rivière des Caps traverse l'est de la municipalité vers le nord jusqu'à son embouchure sur l'estuaire.
À partir de son crénon, dans le centre-sud de la municipalité, la rivière Goudron vers le sud-ouest.
La municipalité administre aussi l'archipel des Îles Pèlerins, l'Île-aux-Lièvres et les Îles du Pot à l'Eau-de-Vie.

### Ruisseaux
Le ruisseau la Ceinture Ouest coule au pied de la Grosse Montagne (un peu à l'est du village) et se jette dans le fleuve Saint-Laurent. Le ruisseau la Ceinture Est se jette dans la rivière Fouquette. Ensemble, ces deux ruisseaux ceinturent la Grosse Montagne, c'est ce qui serait à l'origine de leurs noms.
Le ruisseau Andréville est situé dans le village un peu à l'Est de l'église.

## L'aboiteau
Les terres basses en bordure du fleuve de même que le village sont protégées par un système formé d'une digue et d'un canal (permettant le drainage des terres) appelée aboiteau. D'une longueur de 6 km, ce dispositif est très efficace pour prévenir les inondations.
L'aboiteau andréen peut être étudié sous quatre angles différents :
1. Histoire et culture : existant sous une forme ou une autre depuis le 19e siècle, l'aboiteau, en permettant le drainage des terres et d'une partie du marais salant, a rendu exploitables les terres bordant le fleuve Saint-Laurent. Avec le temps, l'aboiteau est devenu un symbole identitaire pour la population andréenne et kamouraskoise[12].

1. Sécurité : l'aboiteau protège les terres et les habitations contre les inondations. C'est d'ailleurs pour cette raison que l'aboiteau fut rehaussé en 2012[13] : formé d'argile, la digue s'était affaissée avec le temps.
2. Loisir : un sentier pédestre passe par le dessus de la digue. Bordant le fleuve, ce sentier est prisé tant par la population locale que par les touristes.
3. Combat : bien que le rehaussement de la digue ait été en partie financée par le Ministère de la sécurité publique du Québec et qu'en certains endroits sa construction initiale ait été subventionnée par le Ministère de l'agriculture du Québec, cet ouvrage n'est pas reconnu par le Ministère de l'environnement du Québec comme «ouvrage de protection contre les inondations»[14]

## Démographie
| 1996 | 2001 | 2006 | 2011 | 2016 | 2021 |
| ---- | ---- | ---- | ---- | ---- | ---- |
| 598  | 634  | 618  | 651  | 658  | 658  |

## Administration
Les élections municipales se font en bloc pour le maire et les six conseillers.
| Saint-André-de-Kamouraska Maires depuis 2002                                                                         |                        |         |          |
| Élection | Maire                  | Qualité | Résultat |
| 1987 | Christian Vaillancourt |         |          |
| 1988 | Gaston Fauteux         |         |          |
| 1992 | Richard Lapointe       |         |          |
| 2002 | Yves Ouellet           |         | Voir     |
| 2003 | Richard Lapointe       |         |          |
| 2005 | Paul-Louis Martin      |         | Voir     |
| 2009 | Gervais Darisse        |         | Voir     |
| 2013 | Gervais Darisse        | Voir    |          |
| 2017 | Gervais Darisse        | Voir    |          |
| 2021 | Gervais Darisse        | Voir    |          |
| Élection partielle en italique Depuis 2005, les élections sont simultanées dans toutes les municipalités québécoises |                        |         |          |

## Patrimoine

### Église de Saint-André-de-Kamouraska

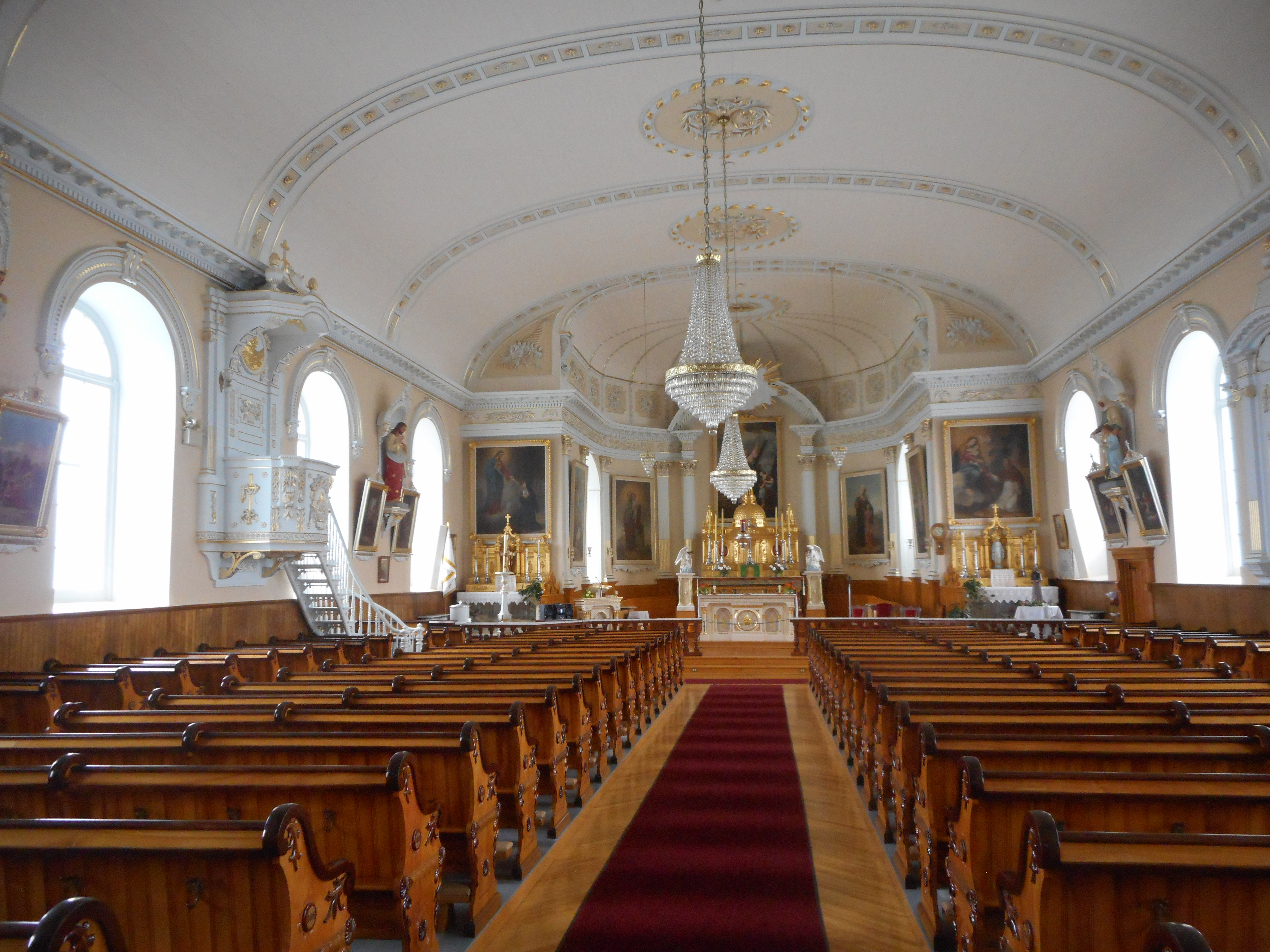
Intérieur de l'église Saint-André de Kamouraska

Classée monument historique en 2004, cette église en pierre a été construite entre 1805 et 1811, ce qui en fait la plus ancienne de la région du Bas-Saint-Laurent. Elle compte aussi parmi les trente plus anciennes du Québec. L'église de Saint-André est implantée parallèlement au fleuve et située sur un cran rocheux légèrement en retrait de la route qui traverse le noyau villageois. L'église abrite aussi cinq œuvres d'art classées.

## Galerie

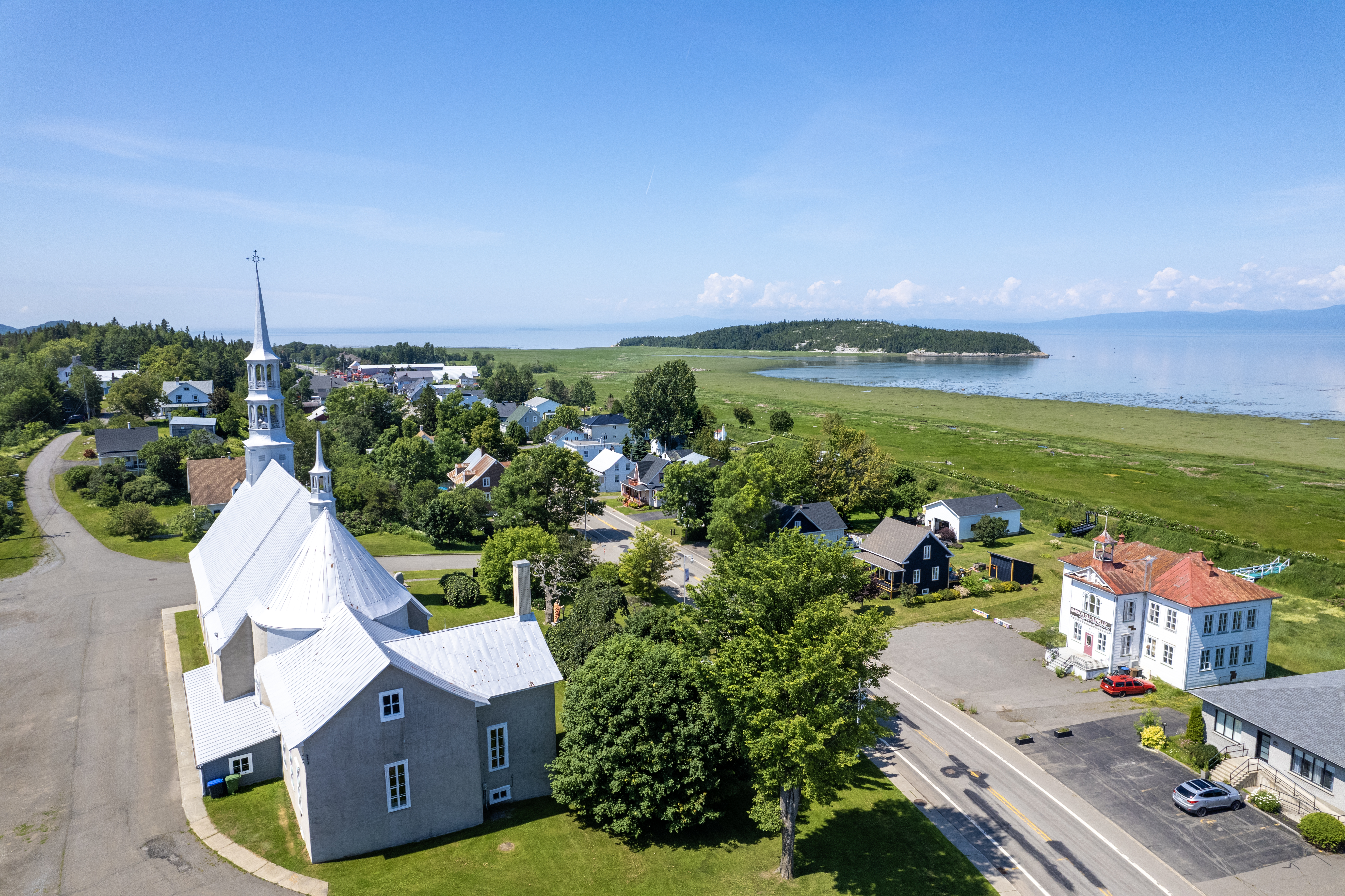
Vue aérienne de Saint-André-de-Kamouraska en 2023.
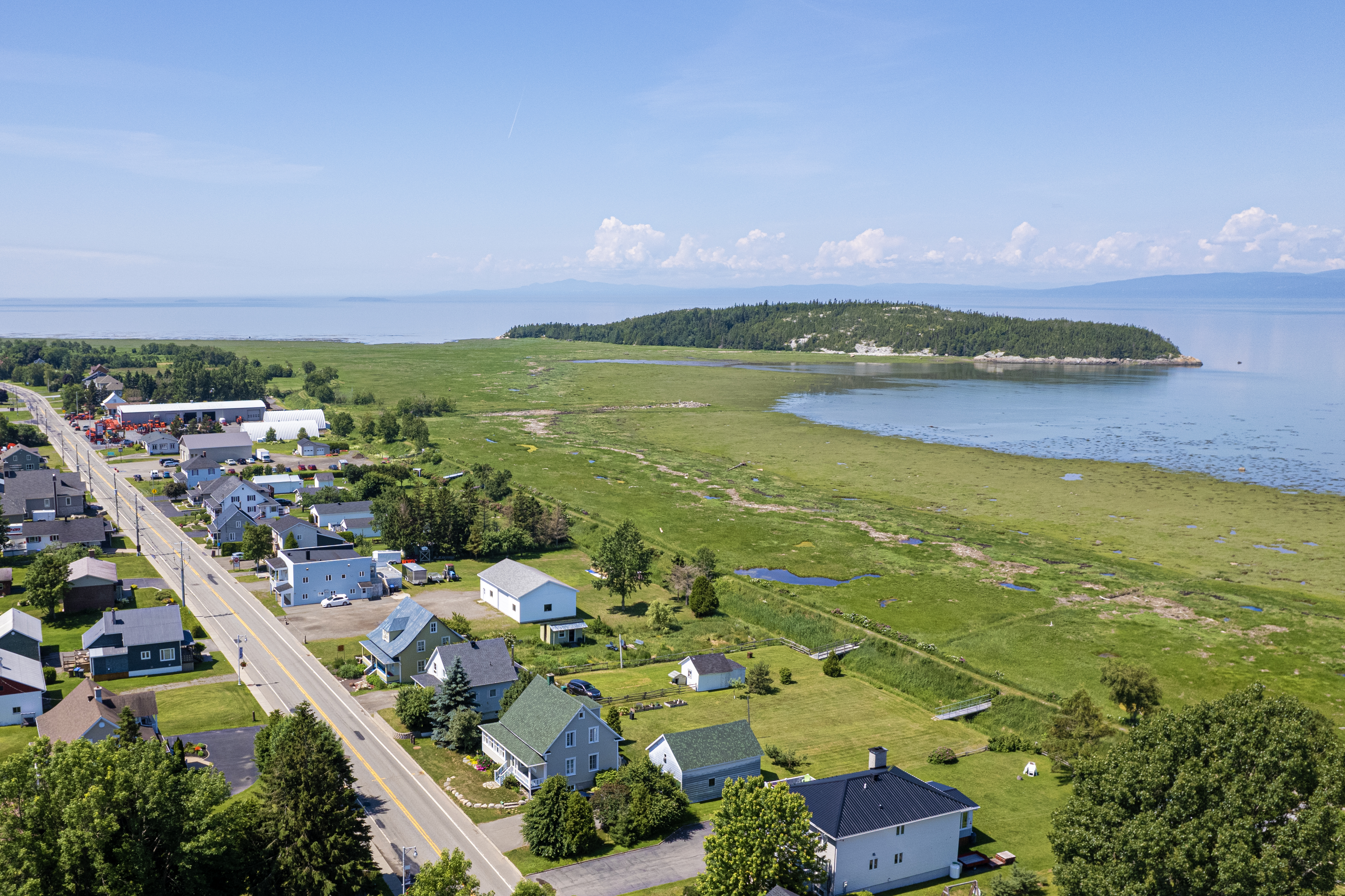
Vue aérienne de la pointe de Saint-André-de-Kamouraska en 2023.
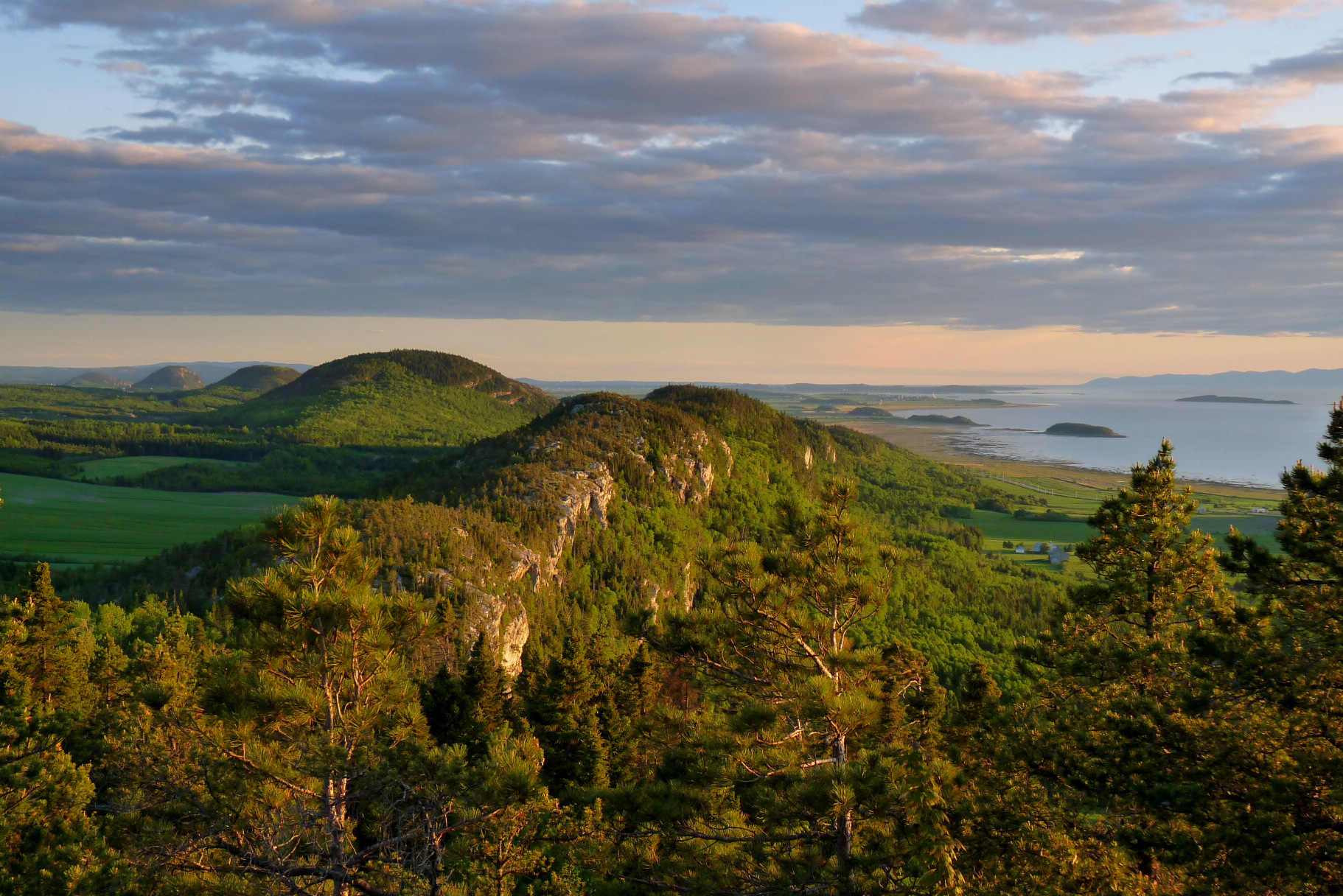
Vue vers l'ouest à partir du sommet des collines dominant le fleuve Saint-Laurent à la hauteur de Saint-André-de-Kamouraska
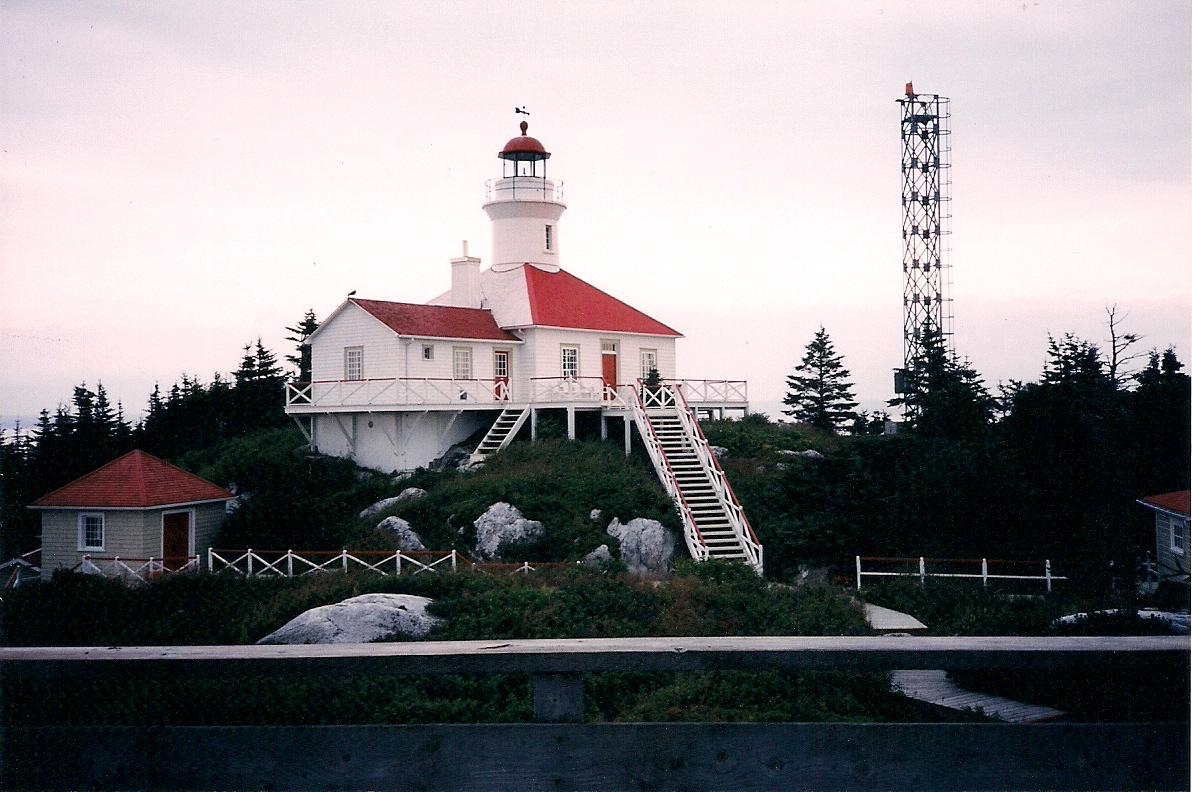
Phare de l'Île-du-Pot-à-l'Eau-de-Vie
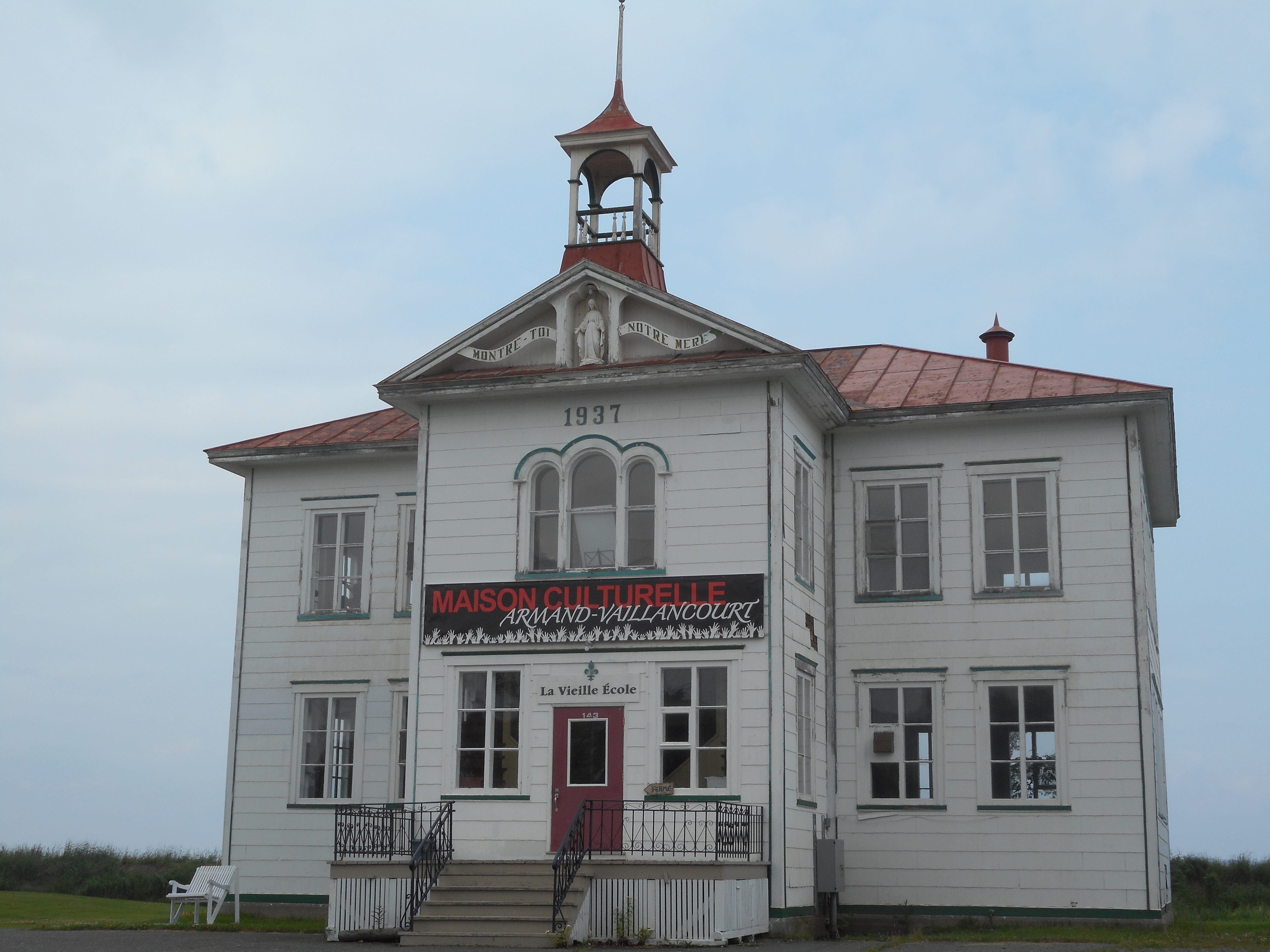
Vieille école, maintenant la maison culturelle Armand-Vaillancourt
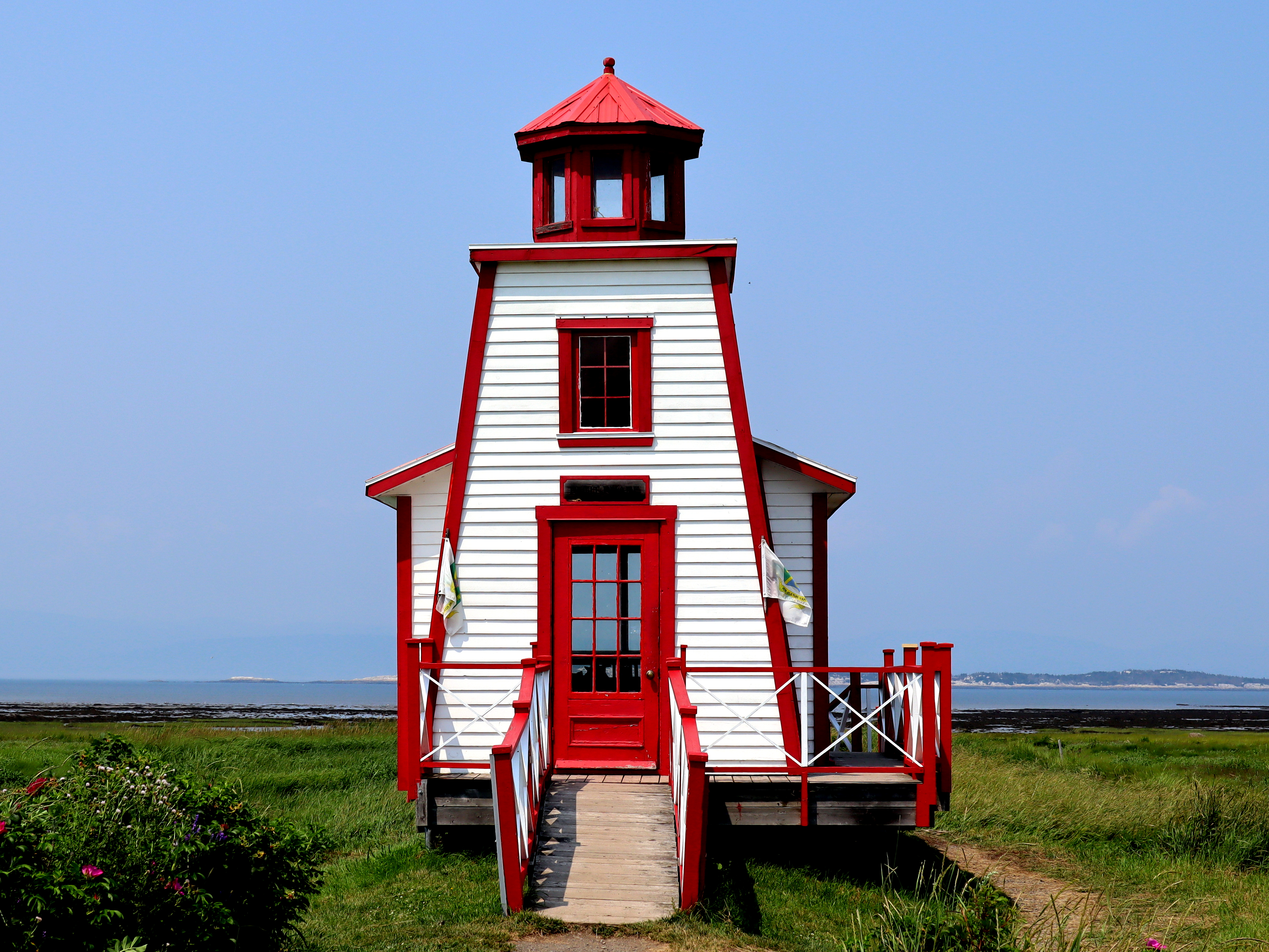
Petit Phare
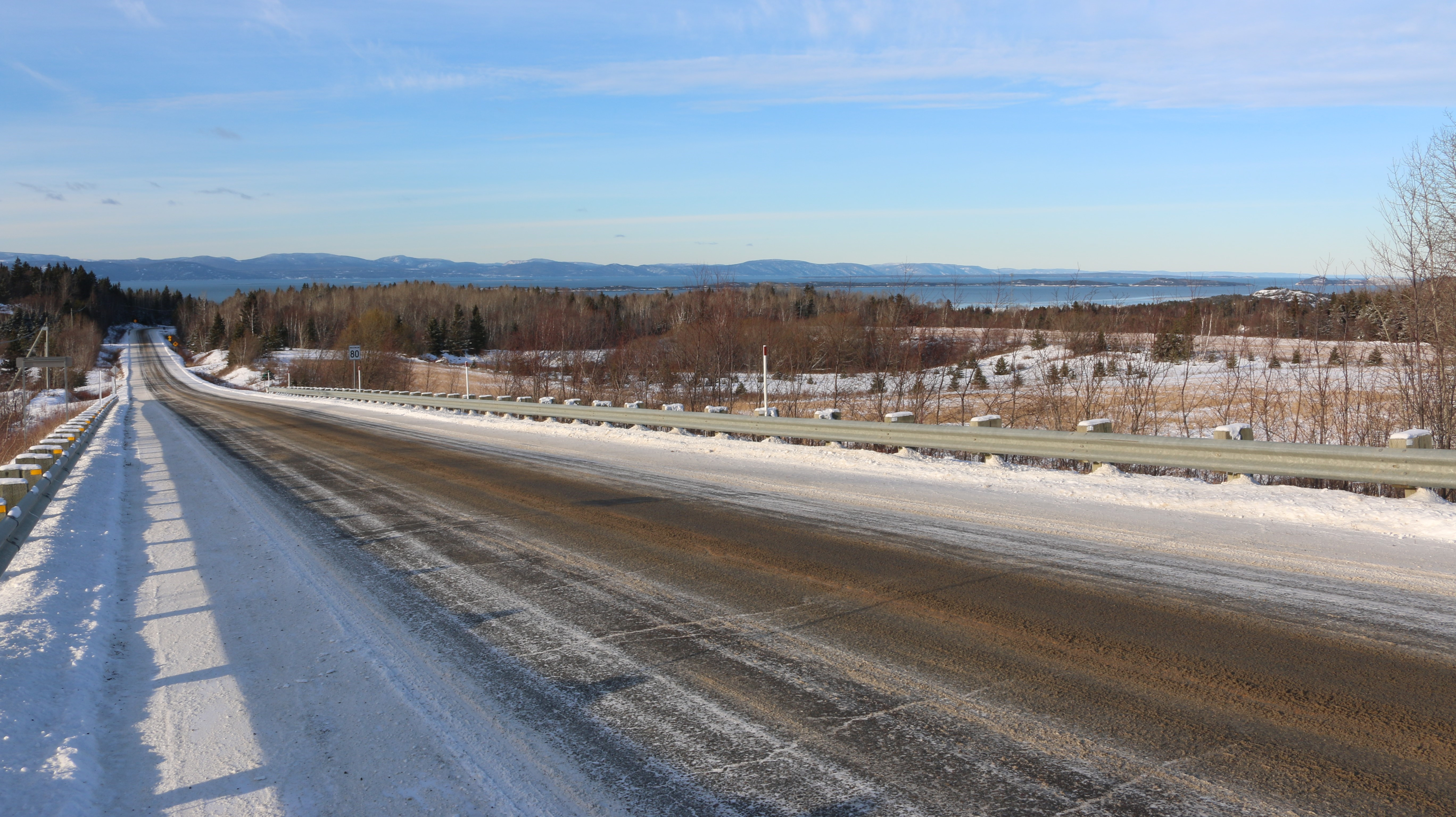
Vue du fleuve Saint-Laurent, du Long Pèlerin, du Pèlerin du Milieu et du Gros Pèlerin depuis la Route de la Station, décembre 2024